# Diablo III
Diablo III er et action-RPG og det tredje spil i Blizzards Diablo-serie. Det blev offentliggjort den 28. juni 2008 ved Blizzards World Wide Invitational i Paris, Frankrig. Den 21. august 2013 annoncerede Blizzard Diablo III's første udvidelsespakke Reaper of Souls, der omhandler den faldne ærkeengel for visdom, Malthael, som stjæler the dark soulstone, og tilføjer en ny klasse "the crusader" (korsridderen). Udvidelsen blev udgivet den 25. marts 2014 og den 19. august 2014 til spillekonsoller.
Der bliver løbende, ca. hvert halve år, udgivet mere indhold eller ændringer til spillet i form af patches.

## Gameplay
Diablo III er et action-rollespil i en stil lignende dets forgænger, Diablo II. Mens mange af gameplayelementerne er bevaret fra originalen, vil Diablo III have fokus på cooperativ eller holdbaseret spil. Den proprietære motor vil indeholde Havok fysik og dermed indebære et destruktabelt miljø med en in-game effekt. Udviklerne regner med at få spillet til at løbe på en bred række af systemer, og har udtalt at DirectX 10 ikke vil være påkrævet for at køre spillet. Spillet planlægges til en simultan udgivelse på både Windows og Mac OS X platforme, mens titlen efter alt at dømme også udgives til spillekonsoller, om end det i så fald bliver på et senere tidspunkt, da udviklingen til spillekonsoller indledtes senere. 
Multiplayerspil vil være mulige gennem Blizzards Battle.net service, hvor mange af de nye muligheder udviklet til Starcraft II også vil være tilgængelige for Diablo III. Spillere vil have mulighed for at gå ind og ud af multiplayerspil.
Et forbedret questsystem vil samarbejde med en banegenerator for at sikre at spillet tilbyder forskellige oplevelser når man spiller det igen. En monstergenerator er planlagt for at øge disse oplevelser endnu mere. Generelt vil spillet indeholde en blanding af statiske og tilfældigt genererede baner.
Ligesom andre spil i serien, vil Diablo III bruge et isometrisk kamera til at præsentere spillet. Dette har til formål at gøre spillet så simpelt som muligt, hvor udviklerne siger at "hvis du kan klikke på en mus, kan du spille Diablo".

## Baggrund
Spillet finder sted i den mørke fantasiverden Sanctuary. Denne verden blev reddet af en håndfuld ukendte helte tyve år tidligere. Krigere som overlevede nedslagtningen af hærene fra Burning Hells er blevet sindssyge på grund af deres prøvelser, og det er nu op til en ny generation af helte at stå ansigt til ansigt med ondskabens magter, som truer Sanctuary. Spillere vil have mulighed for at udforske velkendte områder som for eksempel Tristram.

## Klasser
Spilleren har mulighed for at vælge enten en mandlig eller kvindelig figur, selvom valget kun er æstetisk.
De fem nye klasser er Barbarian (Barbar), Demon Hunter (Demonjæger), Witch Doctor (Heksedoktor), Wizard (Troldmand) og Monk (Munk).  Demonjæger blev afsløret som den sidste d. 22 oktober under åbningcermonien til BlizzCon. I den nye udvidelsespakke, Reaper of Souls kom en ny klasse som er kaldet Crusader (korsridder) der henter inspiration fra figuren Paladin i Diablo II.
Og i den næste nye udvidelsespakke Rise of the Necromancer fra 2017 kom en ny klasse som er kaldt Necromaner (nekromantiker), også inspireret af Diablo II.